# 特雷塞尔沃
特雷塞尔沃（法語：Tresserve，法語發音：[tʁesɛʁv]）是法国萨瓦省的一个市镇，属于尚贝里区。

## 地理
特雷塞尔沃（45°40'24"N, 5°53'57"E）面积2.77 平方千米，位于法国奥弗涅-罗讷-阿尔卑斯大区萨瓦省，该省份为法国东部省份，历史上为薩伏依的一部分，北起上萨瓦省，西接伊泽尔省和安省，南部和东部与上阿尔卑斯省和意大利接壤。
与特雷塞尔沃接壤的市镇（或旧市镇、城区）包括：艾克斯莱班、布尔多、滨湖勒布尔歇、滨湖维维耶。

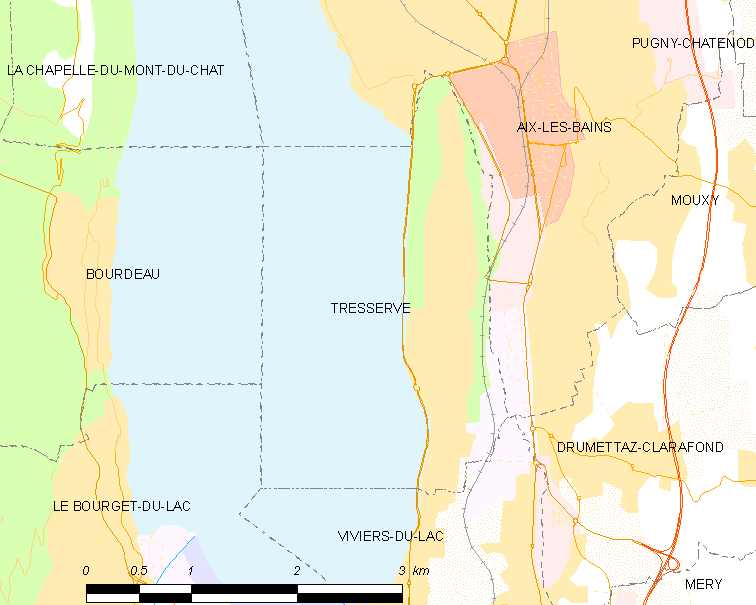
特雷塞尔沃的OSM定位图

特雷塞尔沃的时区为UTC+01:00、UTC+02:00（夏令时）。

## 行政
特雷塞尔沃的邮政编码为73100，INSEE市镇编码为73300。

## 政治
特雷塞尔沃所属的省级选区为艾克斯莱班第二县。

## 人口

1962-2008年间特雷塞尔沃人口变化图示

特雷塞尔沃于2022年1月1日时的人口数量为2927人。

## 友好城市
- 法國 阿维利亚纳